# Tommy Norden
Thomas Patrick „Tommy“ Norden (* 25. September 1952 in New York City, NY) ist ein US-amerikanischer Kinderdarsteller und Schauspieler, der vor allem durch die zwischen 1964 und 1966 von Metro-Goldwyn-Mayer für NBC produzierte TV-Serie Flipper bekannt wurde.

## Karriere

### Erste Auftritte
Geboren als Sohn von Anna und Arthur Norden, einer wohlhabenden Unternehmerfamilie, war Tommy vor seinem Karriere prägenden Auftritt in Flipper zuerst am Broadway in seiner Heimatstadt New York zu sehen. Mit Anthony Perkins war er in der Komödie Greenwillow von Lesser Samuels (Text) und Frank Loesser (Musik) besetzt, die von März bis Mai 1960 gezeigt wurde. Die Kritiker beeindruckte der sommersprossige und rothaarige Norden mit seiner „lausbübischen“ Ausstrahlung.  Es folgte die Show The Music Man (1960/61). 1962 war er in einer Nebenrolle als Johnny in dem Film Die dritte Dimension (Five Miles To Midnight) an der Seite von Anthony Perkins und Sophia Loren zu sehen. Außerdem spielte er als Gastdarsteller in der Krimi-Serie Gnadenlose Stadt (Naked City) den Paul Delito Jr., in einer der Episoden auch zusammen mit seinem späteren Flipper-Partner Luke Halpin. Es folgten mehrere kurze Auftritte in Serien wie Route 66 (1963, Folge 93), East Side/West Side (1964, Folge 19). Der Kinderstar sang außerdem in einer TV-Musikshow mit (Sing Along With Mitch, 1963).

### Flipper-Serie
In der Serie Flipper, die überwiegend im Seaquarium von Miami gedreht wurde, spielte Norden den kleineren der beiden Söhne („Bud“) des Coral Key Rangers Porter Ricks, dargestellt von Brian Kelly. Neben Luke Halpin als Sandy war er der Freund des klugen Delfins, der immer wieder allerlei lehrreiche Abenteuer erlebt. Ursprünglich hatten die Produzenten erwogen, Halpin, der bereits heranwuchs, durch ein jüngeres Kind zu ersetzen, doch weil die Delfine sich an den Schauspieler gewöhnt hatten, wurde entschieden, einen zweiten Jungen in die Serie zu holen. Aus rechtlichen Gründen musste er aus dem Bundesstaat New York stammen. Zunächst fiel die Wahl auf Marcus Niemöller, dessen Mutter, Sibylle Sarah Niemöller, geb. Baronin von Sell, ihren Sohn jedoch nicht zu den Dreharbeiten nach Florida lassen wollte. Die Mutter von Norden war nach Niemöllers Angaben weniger besorgt. Anna Norden (27. Oktober 1918 – 11. Februar 2000) hatte als Stewardess bei Pan American World Airways gearbeitet, mit ihrem Ehemann Arthur und dessen Bruder Raymond 1946 in New York die Fluggesellschaft Seaboard & Western gegründet und sich anschließend auf das Management ihrer sieben Kinder konzentriert, von denen mehrere Erfahrungen im Showgeschäft sammelten. Rückblickend kommentierte Tommy Norden seine Arbeit am Set von Flipper, sie habe soviel Spaß gemacht, dass er auch „umsonst“ gedreht hätte. Tatsächlich verdiente er pro Folge zwischen 600 und 850 Dollar.

### Spätere Jahre
Von 1971 bis 1973 war Norden als Dr. Gary Walton in Search for Tomorrow zu sehen, einer Serie, die mit besonders schlechten Einschaltquoten Schlagzeilen machte. Mit der Folge 8 der „Superhelden“-Serie The Secrets of Isis als „Joe“ endete 1975 seine TV-Karriere, in der er auch in TV-Spots (New York Airways, Oreo) mitwirkte. Nach eigener Aussage fehlte ihm fortan jede Begeisterung, weiter vor der Kamera zu stehen: „Wenn mein Agent anrief, sagte ich ihm, ja, ich werde da sein, ließ mich allerdings nicht blicken.“ Dieser Mangel an Enthusiasmus, so Norden 1985 in einem Interview mit People, habe auf Gegenseitigkeit beruht. Es habe nicht „Millionen“ angemessene Rollen für ihn gegeben, weshalb er beschlossen habe, sein Geld als Geschäftsmann zu verdienen. Er stieg in zwei Geschäftsfelder der Familie ein, arbeitete ab 1978 als Personalberater für hochkarätige IT-Fachkräfte und züchtete auf einer Farm im ländlichen Teil des Bundesstaates New York Pferde. Er zog schließlich nach Miami um, wo er zum 40. und 50. Jubiläum der Flipper-Serie einer der Stargäste im Seaquarium war. Zurzeit lebt er auf der Long Hill Farm in der Kleinstadt Callicoon, New York.

## Filmografie
- 1961/1962: Gnadenlose Stadt (Naked City, Fernsehserie, 2 Folgen)
- 1962: Die dritte Dimension (Le Couteau dans la plaie)
- 1963: Route 66 (Fernsehserie, Folge 3x31)
- 1963: The DuPont Show of the Week (Fernsehserie, Folge 2x18)
- 1964: East Side/West Side (Fernsehserie, Folge 1x19 The Street)
- 1964–1965: Flipper (Fernsehserie, 88 Folgen)
- 1966: Süß, aber ein bißchen verrückt (That Girl, Fernsehserie, Folge 1x10)
- 1971–1973: Search for Tomorrow (Fernseh-Daily-Soap, 614 Folgen)
- 1975: Isis / The Secret of Isis (Fernsehserie, Folge 1x08 How to Find a Friend)